# Грицай Марта Теодорівна
Марта Теодорівна Грицай-Сидір (нар. 24 серпня 1920, Львів — пом. ?) — діячка ОУН. Засуджена до розстрілу на процесі 59-ти (1940–1941). Втекла з в'язниці, 1944 року як радистка відправлена за кордон у складі місії УГВР.

## Життєпис
Народилася в учительській родині. Батьки: Теодор і Броніслава.
В Юнацтві ОУН з 1936 року, працювала під керівництвом провідниці ланки Юнацтва Ірини Козак. Після 1939 року — провідниця осередку ОУН в школі № 5 м. Львова (колишня гімназія «Рідна школа»). Виконувала обов'язки зв'язкової між членами крайового проводу. З червня 1940 року — на шифрувальній роботі за дорученням референта Лева Зацного, вела так звані «зоряні зошити» (конспіративна назва) зі списками кур'єрів ОУН.
Після нападу Німеччини на Радянський Союз і відходу радянських військ у ніч на 23 червня 1941 року втекла з в'язниці Бриґідок (багатьом в'язням не вдалося врятуватись, їх убили енкаведисти при відступі). Брала участь у похідних групах на схід України. 1944 року на Миколаївщині пройшла курси радисток з Любов'ю Комар. У липні того ж року Грицай і Комар як радистки відправлені за кордон у складі місії УГВР.
Вийшла заміж, взяла прізвище Сидір. Мешкала в Каліфорнії, потім (станом на 2011 рік) — у Нью-Йорку.